# Wedlock, à la vie à la mort
Pour les articles homonymes, voir Wedlock.
Pour plus de détails, voir Fiche technique et Distribution.
Wedlock, à la vie à la mort ou Wedlock, les prisonniers du futur (Wedlock) est un téléfilm américain de science-fiction réalisé par Lewis Teague et diffusé en 1991.

## Synopsis
Dans un futur proche, Frank Warren — un casseur de coffre-fort — est interpellé à la suite d'un coup foireux. Il se fait doubler et trahir par ses deux complices, Sam et Noelle. Condamné à douze ans de prison, il est aussitôt incarcéré à Camp Holliday, une prison révolutionnaire où les détenus sont affublés d'un tout nouveau système censé rebuter les prisonniers désireux de s'évader. Ce système fonctionne par binôme : chacun est relié électroniquement à un autre membre de la prison sans que ceux-ci ne sache qui est relié avec qui. À la suite de circonstances incongrues, Warren parvient à trouver son binôme et s'évade en compagnie de cette dernière, Tracy Riggs. L'heure est venue pour lui de remettre la main sur son magot, tout en tentant d'échapper à Sam et Noelle.

## Fiche technique
- Titre original : Wedlock
- Réalisation : Lewis Teague
- Scénario : Broderick Miller (en)
- Musique : Ric Gibbs
- Photographie : Dietrich Lohmann
- Montage : Carl Kress
- Producteur : Branko Lustig, Broderick Miller, Christine A. Sacani
- Société de production et de distribution : ITC, Spectacor Films
- Pays de production :  États-Unis
- Langue originale : anglais
- Format : Couleur - Dolby Digital - DTS - 35 mm - 1.85:1
- Genre : action, science-fiction
- Durée : 101 minutes
- Dates de diffusion/sortie :
  - France : 12 mai 1991 (festival de Cannes 1991)
  - États-Unis : 28 septembre 1991 (1re diffusion sur HBO)
- Classification[1] :
  - États-Unis : R
  - France : tous publics

## Distribution
- Rutger Hauer (VF : Joël Martineau) : Frank Warren
- Mimi Rogers  (VF : Martine Messager)  : Tracy Riggs
- James Remar (VF : Hervé Jolly) : Sam
- Joan Chen (VF : Céline Monsarrat) : Noelle
- Stephen Tobolowsky (VF : Jean-Luc Kayser) : Warden Holliday
- Basil Wallace (en) (VF : Med Hondo) : « Émeraude » (Emerald en VO)
- Grand L. Bush : Jasper
- Denis Forest : Puce
- Glenn Plummer : Teal
- Preston Maybank (VF : Daniel Lafourcade) : Michael Travis
- Danny Trejo : le prisonnier coriace